# Kuryk
Kuryk (hist. Jeralijew) – wieś w zachodnim Kazachstanie, w obwodzie mangystauskim. Liczy 11 900 mieszkańców (2006). Ośrodek przemysłu spożywczego.